# 2017年のテレビ番組一覧 (日本)
2017年のテレビ番組一覧（2017ねんのテレビばんぐみいちらん）
本項では、2017年に日本国内で放送開始、もしくは放送終了したテレビ番組をまとめる。

## 報道・情報・通販・番宣番組

### 終了番組（報道・情報・通販・番宣）

#### 3月終了（報道・情報・通販）
- 2日 - ZERO MINUTE（日本テレビ）
- 10日 - 特報首都圏（NHK総合 / 関東甲信越）
- 11日 - NEXT 未来のために（NHK総合）
- 16日 - 上田晋也のニッポンの過去問（15日深夜、TBS）
- 17日 - スタジオパークからこんにちは（NHK総合）[1]
- 20日 - アーツ&クラフツ商會（BS朝日）[2]
- 24日
  - おかデリ（南海放送）リニューアル・改題に伴う
  - みんなのニュース ワンダー（関西テレビ）[3]
- 25日
  - 報道LIVE あさチャン!サタデー（TBS）
  - 週末めとろポリシャン♪（TOKYO MX）
  - サタミンエイト（テレビ神奈川）
  - 中川翔子のマニア★まにある（BS日テレ）
  - ホンネDEジャパン!（BS-TBS）
  - 月刊寺島文庫〜ニッポンの立ち位置〜（BS-TBS）[4]
  - 日経 FT サタデー9（BSジャパン）
  - ANSWERS（24日深夜、BSフジ）
- 26日 - 週間気象情報（三重テレビ）
- 31日
  - アナTALK（30日深夜、日本テレビ）
  - アナQUIZ（日本テレビ）
  - 買いテキ!通販ツウ（TBS）
  - モーニングチャージ!（テレビ東京）
  - L4 YOU!（テレビ東京）
  - ニュースリアルFRIDAY（テレビ大阪）
  - ルックアップふくおか（TVQ九州放送）

#### 4月終了（報道・情報・通販）
- 2日 - 報道ステーション SUNDAY（テレビ朝日）[5]
- 17日 - ANN NEWS&SPORTS（テレビ朝日）※『サタデーステーション』・『サンデーステーション』新設に伴う[注 1]
- 28日 - やまぐち情報ワイド　やるっチャ!（テレビ山口）

#### 8 - 10月終了（報道・情報・通販・番宣）
8月
- 13日 - TXNニュース（日曜6:52 - 6:54、テレビ東京）[6]

9月
- 4日 - JNNフラッシュニュース（TBS）※『月曜名作劇場』内包に伴う。
- 18日 - TXNニュース（テレビ東京）※ 祝日朝枠廃止に伴う。
- 23日 - SmaSTATION!!（テレビ朝日）[7]
- 24日
  - ANNニュース（日曜6:20 - 6:30[注 2]、テレビ朝日）
  - 住まいのダイエット（朝日放送）[8]
  - いま世界は（BS朝日）
- 26日 - アニメマシテ（テレビ東京）
- 28日
  - ロクメシ（27日深夜、テレビ朝日）
  - PON!PON!ポシュレ（日本テレビ）
  - 街活ABC（日本テレビ）
- 29日
  - 太陽と緑の健やかタイム（テレビ東京、ほか）
  - ユアタイム（フジテレビ）[9]
  - NEWSキャッチあい（あいテレビ）
  - ズバッと!鹿児島平日版（南日本放送）
  - 真麻のドドンパッ!（BS日テレ）
- 30日
  - ぴかぴかマンボ（テレビ東京）
  - ※8ちゃんねるです。（テレビ西日本）

10月
- 1日
  - ポシュレモーニング（日本テレビ）
  - ユアタイム クイック（フジテレビ）
- 2日 - ポシュレモダンモール（1日深夜、日本テレビ）

### 開始番組（報道・情報・通販・番宣）

#### 1月開始（報道・情報・通販）
- 13日 - あさドキ!（長崎文化放送）
- 15日 - 北海道からはじ○TV（北海道文化放送）[10][11]

#### 3月開始（報道・情報・通販）
- 6日 - 未来コトハジメTV（BSジャパン）[12]
- 17日 - 金曜イチから（NHK総合 / 関東甲信越）
- 27日 - みんなのニュース 報道ランナー（関西テレビ）[3]

#### 4月開始（報道・情報・通販）
- 1日
  - サタデリ（南海放送）再改題・リニューアル
  - 上田晋也のサタデージャーナル（TBS）
  - TOKYO RUNWAY GIRL（フジテレビ）
  - 土曜日も!げっきんチェック（テレビユー福島）
  - 土曜ランチTV なじラテ。（新潟放送）
  - 土曜の番組（熊本放送）
  - 週末ハッピーライフ!お江戸に恋して（TOKYO MX1）
- 2日
  - Hulu傑作シアター（1日深夜、日本テレビ）
  - 住まいのダイエット（朝日放送）
- 3日
  - 暇人ラヂオ〜hi-IMAGINE RADIO〜（2日深夜、日本テレビ）
  - 四国 おひるのクローバー（NHK松山放送局）
  - ごごナマ（NHK総合）[1][13]
  - 4時も!シブ5時（NHK総合）
  - よじごじDays（テレビ東京）
  - 福島まるごとライブ ヨジデス（福島放送）
  - マルシェア（静岡第一テレビ）
  - 天神ウォッチ新聞女子（RKB毎日放送）
  - ふくおかサテライト（TVQ九州放送）
  - なんでんカフェモーニング（長崎放送）
- 5日 - げなパネ!（長崎放送）
- 7日
  - あしたも晴れ!人生レシピ（NHK Eテレ）
  - キニナル金曜日（TBS）
  - あっぷる先出し中継8分1本勝負!（長崎放送）
  - 情報☆ピカッぷ（長崎放送）
  - 金曜報道スペシャル（テレビ大阪）
  - ふくおかサテライトFRIDAY（TVQ九州放送）
- 8日
  - 土曜LIVE!あきた（秋田テレビ）
  - 元木大介がセレクト!ビジネス隠し玉企業2017（チバテレ）[14]
- 22日
  - サタデーステーション（テレビ朝日）[5]
  - 生放送てんじんNOW!（テレビ西日本）
- 23日 - サンデーステーション（テレビ朝日）[5]
- 24日 - なるほど!吉田くんのしまねゼミ（山陰中央テレビ）[15][16]
- 29日 - 見たい!知りたい!北海道（札幌テレビ）※月1回
- 30日 - 月刊SHVニュース（NHK BS1）※月1回

#### 5 - 6月開始（報道・情報・通販）
- 5月12日 - 金曜スパイス!!（日本海テレビ）
- 6月5日 - 夕方LIVE!キニナル（東日本放送）[17]
- 6月19日 - ニュースバードワイド（TBSニュースバード）

#### 8 - 9月開始（報道・情報・通販・番宣）
- 8月1日 - @okayama（NHK岡山放送局）
- 8月20日 - オススメ（テレビ東京）
- 9月4日 - ちぐスマ!（テレビ山口）[18]
- 9月21日 - SAGAハイスクールナビ〜知っとっと 私学〜（サガテレビ）

#### 10月開始（報道・情報・通販・番宣）
- 1日 - サンデーLIVE!!（テレビ朝日・朝日放送〈現：朝日放送テレビ〉・メ〜テレ）[8][19][20][21]
- 2日
  - 日テレポシュレ（日本テレビ）※『PON!』 内包に伴う。
  - なないろ+（テレビ東京）
  - THE NEWSα Pick（フジテレビ）
  - THE NEWSα（フジテレビ）[22][23]
  - 今ドキ!昼ドキッ（長野朝日放送）
  - Nスタえひめ（あいテレビ）
  - ひるかご（南日本放送）
  - どうした?TNC（仮）（テレビ西日本）
  - 日テレポシュレBS店（BS日テレ）
  - 日テレポシュレCS店（シーエス日本）
  - the SOCIAL（日テレNEWS24）[24]
- 3日
  - 見逃しevery. かごしま（2日深夜、鹿児島読売テレビ）
  - 日テレポシュレ深夜のBS店（2日深夜、BS日テレ）
- 5日
  - 日テレポシュレ（4日深夜、日本テレビ）
  - nextクリエイターズ（日本テレビ）[25]
- 6日
  - 7スタ+（テレビ東京）
  - MEGA EGG presents メガ流忍者龍蔵（広島テレビ）
- 8日
  - 激論!サンデーCROSS（TOKYO MX1）
  - BS朝日 日曜スクープ（BS朝日）[26]
- 10日（9日深夜） - あにレコTV（10日深夜、テレビ東京）[27]
- 13日
  - 金曜☆ときめきモール（長野朝日放送）
  - アプリどっとみぃ♪（12日深夜、TOKYO MX1）[28]
- 22日 - 朝の日テレポシュレ（日本テレビ）

#### 11月開始（報道・情報・通販・番宣）
- 4日 - ちょっといいコト!（岩手朝日テレビ）

### 期間限定番組（報道・情報・通販）
- 1月8日 - 4月16日、ANN NEWS&SPORTS（土曜版[注 3]、テレビ朝日）※『サタデーステーション』開始に伴い、終了
- 10月3日 - 31日、家族へ届け!お父さんのほめられレシピ（福岡放送）

### 再開番組（報道・情報・通販）
- 4月1日 - JNNニュース（土曜6:15 - 6:30[注 4]、TBS）
- 4月3日 - スーパーJチャンネルくまもと（熊本朝日放送）
- 4月9日 - ANNスーパーJチャンネル（日曜版[注 5]、テレビ朝日）
- 10月2日 - せのぶら本舗（朝日放送）

### タイトル変更（報道・情報・通販）
- 4月3日
  - 白熱ライブ ビビット → ビビット（TBS）
  - Nスタ ニュースワイド → Nスタ（TBS）
  - Nスタ ニューズアイ → Nスタ（TBS）
  - つながる情報テレビ くまパワ → くまパワ（熊本朝日放送）
- 4月29日 - DO YOU?サタデー → 水前寺清子情報館（BSフジ）
- 9月30日 - サタデープラス → サタプラ（毎日放送）
- 10月1日 - dai-docoro☆パスタ → dai-docoro☆ベジタ（毎日放送）[29][30]
- 10月2日 - スッキリ!! → スッキリ（日本テレビ）

### リニューアル（報道・情報・通販）
- 9月4日 - ゆうがたサテライト（テレビ東京）

## 教養・ドキュメンタリー番組

### 終了番組（教養・ドキュメンタリー）

#### 3月終了（教養・ドキュメンタリー）
- 11日 - らくのうびより（TBS）第1期終了
- 16日 - ファミリーヒストリー（NHK総合）第1シリーズ終了
- 20日 - 東北発☆未来塾（NHK Eテレ）
- 22日
  - ねほりんぱほりん（NHK Eテレ）第1シリーズ終了
  - 世界の文学がわかる!あらすじ名作劇場（BS朝日）
- 25日
  - Crossroad（テレビ東京）
  - チータと謙二の夫婦歳時記（BS朝日）
- 26日
  - ペットの王国 ワンだランド（朝日放送）
  - Vメシ!（フジテレビ）第2期・通算第5シリーズ終了
  - 料理できたよ!（東海テレビ）
  - ワラッチャオ!（NHK BSプレミアム）
  - 日経スペシャル 私の履歴書（BSジャパン）
  - にっぽん真発見（BSジャパン）
- 27日
  - キッチンが走る!（NHK総合）
  - ピンチで学ぶビジネス英語（BSジャパン）
  - 京都・国宝浪漫（KBS京都）
- 28日
  - 天才たちの日常〜世界を動かすルーティーン〜（テレビ東京）
  - 空色のおくりもの（フジテレビ）
- 29日 - 尾上松也の古地図で謎解き!にっぽん探究（BS11）
- 30日 - オトナヘノベル（NHK Eテレ）
- 31日
  - えいごであそぼ（NHK Eテレ）
  - 団塊スタイル（NHK Eテレ）
  - beポンキッキーズ（BSフジ）『ポンキッキーズ』（第3期）への改題・リニューアルに伴う
  - ON&OFF（BS日テレ）
  - 久米書店midnight〜夜の本の虫〜（BS日テレ）
  - 人生が変わる人事の話（BSジャパン）
  - 人情ふれあい いいなぁ日本（BS11）

#### 6月終了（教養・ドキュメンタリー）
- 6日 - たけしの健康エンターテインメント!みんなの家庭の医学（朝日放送）改題・リニューアルに伴う[31]

#### 9月終了（教養・ドキュメンタリー）
- 19日 - スター感動秘話!我が心の師〜人生を変えた伝説の人〜（BS日テレ）[32]
- 23日 - 幕末探訪（テレビ朝日）
- 24日
  - エンジョイDIY（静岡朝日テレビ）
  - 船越英一郎 京都の極み（BS日テレ）
  - 開運!なんでも鑑定団 極上!お宝サロン（BSジャパン）
  - 未来EYES（BSジャパン）
- 25日 - しあわせが一番（フジテレビ）
- 26日 - 結婚式、挙げてみませんか?（BSジャパン）
- 27日 - 新・にほん風景遺産（BS朝日）

### 開始番組（教養・ドキュメンタリー）

#### 1 - 2月開始（教養・ドキュメンタリー）
- 1月23日 - ふるさとの夢（22日深夜、TBS）[33]
- 2月12日 - Wild Hokkaido!（NHKワールドTV）[注 6]

#### 4月開始（教養・ドキュメンタリー）
- 1日
  - 和び旅（日本テレビ）
  - ミライダネ!（テレビ東京）
  - 千原せいじのKids'World（北陸朝日放送）
- 2日 - 私の職レポ（フジテレビ）
- 3日
  - ボキャブライダー on TV（NHK Eテレ）
  - えいごであそぼ with Orton（NHK Eテレ）
  - 進め!やんチャレンジ（テレビ東京）
  - 朝の!さんぽ道（テレビ東京）
  - スカイ△はいく（テレビ東京）
  - バカリズムの30分ワンカット紀行（BSジャパン）[35]
  - 京都浪漫 〜美と伝統を訪ねる〜（BS11）
- 4日
  - 梅沢富美男と東野幸治のまんぷく農家メシ!（NHK BSプレミアム）レギュラー化
  - スター感動秘話!我が心の師 〜人生を変えた伝説の人〜（BS日テレ）
  - 風景の足跡（テレビ東京）[36]
- 5日
  - コノマチ☆リサーチ（NHK Eテレ）
  - 白の美術館（ミニ番組、テレビ朝日）[37]
  - 尾上松也の謎解きミステリー（BS11）
- 6日
  - ＃ジューダイ（NHK Eテレ）
  - あなたの駅前物語（テレビ朝日）
- 7日
  - あしたも晴れ!人生レシピ（NHK Eテレ）
  - 気づきの扉（テレビ朝日）
- 8日 - 諸説あり!（BS-TBS）[38]
- 9日 - Goomies（福岡放送）[39]
- 13日 - My First Baito（フジテレビ）
- 14日 - 日本全国 福むすび（福井テレビ）[40]
- 15日 - 幕末探訪（テレビ朝日）
- 16日 - chouchou（テレビ朝日）[41]
- 17日 - 白の美術館（30分版、BS朝日）
- 18日 - セブンルール（関西テレビ）[42]
- 23日 - SUBARU presents MY STORY（BS日テレ）[43]
- 26日 - 見たい!知りたい!北海道（札幌テレビ）月1回レギュラー
- 30日 - やまと尼寺 精進日記（NHK Eテレ）月1回レギュラー

#### 5 - 7月開始（教養・ドキュメンタリー）
- 5月1日 - Partners File 〜二人だけの時間〜（テレビ東京）[44]
- 5月6日 - ちば旅コンシェルジュ（チバテレ）[45]
- 6月3日 - 桂雀々の落語の散歩道（BSフジ）[46]
- 7月7日 - LIFE in the Outdoors. -PACIFIC NORTHWEST-（テレビ東京）[47]
- 7月11日 - 名医とつながる!たけしの家庭の医学（朝日放送）再改題・リニューアル[31]

#### 10月開始（教養・ドキュメンタリー）
- 1日
  - 知られざるガリバー 〜消費者の知らないエクセレントカンパニー〜（テレビ東京）[48][49]
  - 照英・児島玲子の最強!釣りバカ対決!!（BS日テレ）[26]
  - 指原莉乃のさしごはん（TwellV）[26]ネット開始
- 2日
  - 夢遺産 〜リーダーの夢の先〜（テレビ東京）[50]
  - 土井善晴の美食探訪!（BS朝日）レギュラー昇格[51]
  - かわいいアニマル大集合!どうぶつのじかん（BS-TBS）[52]
- 3日 - スター波乱万丈列伝〜出会いと分岐点〜（BS日テレ）[26]
- 4日 - 偉人たちの健康診断（NHK BSプレミアム）レギュラー昇格[26]
- 5日
  - アイデアの方程式（テレビ東京）[53]
  - THE FACTORY TOKYO（日本海テレビ）[54]
- 6日
  - 人間ってナンだ?超AI入門（NHK Eテレ）[55]
  - 男子旅（Dlife）[26]
- 8日
  - 石坂浩二のニッポン凄い人名鑑（BSジャパン）[26]
  - ザ・イリュージョン!世界のトップマジシャンたち（TwellV）[26]
- 9日 - 名医のTHE太鼓判!（TBS）レギュラー昇格
- 11日 - 北海道LIVE〜上士幌町に移住してみた〜（TOKYO MX1）[56]
- 13日 - じぶんBELIEVER（TBS）[57]
- 15日 - ♯カワイイこみなみには旅をさせよ（BSフジ）
- 17日 - 教えてもらう前と後（毎日放送）
- 18日 - 札幌クロニクルさっぽろ文庫の世界（北海道文化放送）[58]

#### 11 - 12月開始（教養・ドキュメンタリー）
- 11月3日 - 業界用語大辞典（BSフジ）レギュラー昇格
- 12月8日 - ふるさとの逆襲（NHK広島）

### 期間限定番組（教養・ドキュメンタリー）
- 1月14日（13日深夜） - 4月1日（3月31日深夜）、アイドリアル 〜アイドルの今を切り取る〜（フジテレビ）[59]
- 2月7日 - 28日、コジハルタビ（6日 - 27日深夜、テレビ東京）[60]
- 4月5日（4日深夜） - 9月27日（26日深夜）、賢者ファビウスの定理（日本海テレビ）
- 4月6日 - 9月28日、美と若さの新常識〜カラダのヒミツ〜（NHK BSプレミアム）
- 6月11日 - 9月24日、アツカン 田村淳鑑定所（テレビ朝日）[61]
- 10月5日 - 2018年3月15日、メディアタイムズ（NHK Eテレ）[62]
- 10月7日 - 12月23日、ピカッと解決 ピカちんハンター（テレビ東京）
- 10月12日 - 2018年3月8日、ドスルコスル（NHK Eテレ）[63]
- 11月1日 - 12月6日（全6回）、内藤大助の大冒険 大いなる道をゆく（NHK BSプレミアム）[64]
- 11月3日 - 24日（全4回）、MA-SAの発見★スマイルアース（テレビ東京）[65]

### 再開番組（教養・ドキュメンタリー）
- 1月6日 - 3月10日 - 覆面リサーチ ボス潜入（NHK BSプレミアム）シーズン2
- 3月2日 - 3月23日 - 浦沢直樹の漫勉（NHK Eテレ）シーズン4[66]
- 4月2日 - ポンキッキーズ（BSフジ）第3期、改題・リニューアル
- 4月5日 - 9月20日 - 総合診療医ドクターG（NHK総合）シーズン8
- 4月5日 - 9月27日 - ふるカフェ系 ハルさんの休日（NHK Eテレ）シーズン2
- 8月3日 - 2018年3月29日 - 世界入りにくい居酒屋（NHK BSプレミアム）シーズン4[67]
- 10月1日 - 2018年3月25日 - らくのうびより（TBS）第2期[68]
- 10月4日 - ファミリーヒストリー（NHK総合）第2シリーズ開始
- 10月5日 - 2018年3月29日 - ザ・プロファイラー 〜夢と野望の人生〜 season 6（NHK BSプレミアム）[26]

### タイトル変更（教養・ドキュメンタリー）
- 4月3日 - Let's天才てれびくん → 天才てれびくんYOU（NHK Eテレ）
- 4月8日（7日深夜） - 報道の魂 → JNNドキュメンタリー ザ・フォーカス（TBS・JNN）[69]

## スポーツ番組

### 終了番組（スポーツ）

#### 3 - 4月終了（スポーツ）
3月
- 14日 - スポーツジャングル（13日深夜、フジテレビ）
- 24日 - 岡村咲のGOLFスコアアップ（BS11）
- 25日
  - パンサーの「競輪、はじめました。」（BS日テレ）
  - INAC TV（BSフジ）
- 26日 - アスリートの輝石（BS日テレ）
- 27日
  - キラリ!ジュニアゴルフ未来塾（BS11）
  - 中畑清 熱血!スポーツ応援団（BS11）

4月
- 2日 - テレビスポーツ教室（NHK Eテレ）

#### 9月終了（スポーツ）
- 21日 - 村上信五とスポーツの神様たち（20日深夜、フジテレビ）
- 24日 - TOKYO応援宣言（テレビ朝日）※単体番組としての放送を終了、『サンデーLIVE!!』1コーナーへ。
- 29日 - 奇跡のレッスン（NHK Eテレ）
- 30日 - ゴルフの真髄（テレビ東京）

#### 11 - 12月終了（スポーツ）
- 11月28日 - 蹴旅〜サカたび〜（フジテレビ）
- 12月24日 - ウマカケル（テレビ朝日）

### 開始番組（スポーツ）

#### 1月開始（スポーツ）
- 7日 - F1 LEGENDS 19XX（フジテレビNEXT ライブ・プレミアム）[70]
- 8日 - 馬好王国〜UmazuKingdom〜（7日深夜、フジテレビ）[71]

#### 4月開始（スポーツ）
- 1日
  - さまスポ（テレビ東京）[35]
  - みんスポSATURDAY（北海道文化放送）
- 2日 - スポーツLIVE High FIVE!!（CBCテレビ）
- 3日 - ハル常住のゴルフトランスポーター（BSフジ）[72]
- 8日
  - レノファ スクエア（7日深夜、テレビ山口）[73]
  - 週刊カープ（広島テレビ）[74]
- 9日
  - スポーツ イノベーション（NHK Eテレ）
  - 世界はTokyoをめざす（NHK BS1）
- 21日 - J.LEAGUE Welker 〜最高の休日をスタジアムで（TBS）
- 29日 - ガイナーレAGAIN↑（日本海テレビ）

#### 5月開始（スポーツ）
- 3日 - 応援!ニッポンスポーツ（NHK BS1）
- 12日 - 走LIFE（テレビ神奈川）[75]

#### 7月開始（スポーツ）
- 1日 - 週刊ナンバー7 〜西川遥輝〜（出演：北海道日本ハムファイターズ・西川遥輝、テレビ北海道）[76][77]
- 16日 - プロ野球セット presents プロ野球ワイド2017（BSスカパー!）[78]

#### 10月開始（スポーツ）
- 2日 - イキイキDAY体操（BS日テレ）
- 3日 - 蹴旅〜サカたび〜（フジテレビ）
- 6日 - 超人女子（5日深夜、テレビ朝日）[79]
- 7日
  - 土曜名馬座（テレビ東京）
  - コヤぶるッ!SPORTS（関西テレビ）

#### 11月開始（スポーツ）
- 5日 - ウマカケル（テレビ朝日）
- 6日 - 熱血解剖!Bリーグ（NHK BS1）[80]

### 再開番組（スポーツ）
- 1月10日 - 31日、創刊!読むスポーツ ヨムスポ（月曜深夜、テレビ東京）[81]
- 10月13日 - 2018年3月29日、熱血!タイガース党（サンテレビ）
- 11月10日 - 2018年3月30日、ぼくらはマンガで強くなった（NHK BS1）[82]
- 11月12日 - 2018年9月16日、ビートたけしのスポーツ大将（テレビ朝日）第3シリーズ、27年ぶりレギュラー化

### 期間限定番組（スポーツ）
- 1月7日 - 3月上旬、侍ジャパン応援宣言!〜WBC世界一奪還へ〜（テレビ朝日）
- 5月4日 - 9月28日、ベタ褒めファイターズ（北海道文化放送）[83]
- 5月20日 - 6月24日、最後のピース〜24 Hours of Le Mans〜（テレビ朝日）[84]
- 9月9日（9月8日深夜） - レバ!レバ!ノール（北海道文化放送）[85]
- 10月7日（6日深夜） - 12月（予定）、ごるごる（毎日放送）シーズン1[86][87]

## バラエティ番組

### 終了番組（バラエティ）

#### 2月終了（バラエティ）
- 8日 - 超入門!落語 THE MOVIE（NHK総合）第1シリーズ終了
- 13日 - お坊さんバラエティ ぶっちゃけ寺（テレビ朝日）[88]

#### 3月終了（バラエティ）
- 7日 - 解決!ナイナイアンサー（日本テレビ）
- 9日 - LIFE!〜人生に捧げるコント〜 series-4（NHK総合）レギュラー放送終了
- 15日 - モシモノふたり〜タレントが“おためし同居生活”してみました〜（フジテレビ）
- 16日 - さしこく〜サシで告白する勇気をあなたに〜（15日深夜、フジテレビ）
- 20日（19日深夜）
  - 人生のパイセンTV（フジテレビ）
  - そんなバカなマン（フジテレビ）
- 25日
  - 超ポンコツさまぁ〜ず（テレビ東京）
  - じわじわチャップリン（テレビ東京）※改題・プライム昇格に伴う
  - 超ハマる!爆笑キャラパレード（フジテレビ）[89]
  - タカトシ牧場（北海道文化放送）[90]
  - 帰ってきたガチャダラポンTV（24日深夜、岩手めんこいテレビ）
  - 雨上がり食楽部（関西テレビ）
  - 千客万来!森クミ食堂（BS日テレ）
- 26日
  - イチゲンさん“おはつ”できますか?（テレビ東京）
  - ハワイに恋して（TwellV）
  - 高田純次のセカイぷらぷら（TwellV）
- 27日 - テリー伊藤のマル金ライダー8（TOKYO MX）
- 28日
  - 万年B組ヒムケン先生（27日深夜、TBS）
  - 紺野、今から踊るってよ（27日深夜、テレビ東京）全シリーズ終了[注 7]
  - ＃nakedEve（関西テレビ）
  - わんニャン倶楽部〜動物と楽しく暮らそう〜（BS日テレ）
- 29日
  - 志村の時間（28日深夜、フジテレビ）
  - オトナ養成所 バナナスクール（28日深夜、東海テレビ）
  - きみだけTV（28日深夜、日本海テレビ）
  - マツコ&有吉の怒り新党（テレビ朝日）
- 30日
  - 福田彩乃のハツモノ（29日深夜、東海テレビ）
  - 料理人・松平健 にっぽん食の道（BS日テレ）
  - 夫婦再旅（BS日テレ）
  - エビ中++（29日深夜、BSフジ）
- 31日 - 内村てらす（30日深夜、日本テレビ）第1シーズン終了

#### 4月終了（バラエティ）
- 1日（3月31日深夜）
  - テレ東のさしめし〜芸能人と「さしめし」しませんか?〜（テレビ東京）
  - 超特急のふじびじスクール!（フジテレビ）
- 2日（1日深夜）
  - はくがぁる（テレビ朝日）
  - あるある議事堂（テレビ朝日）※改題・プライム昇格に伴う
  - ほぼほぼ〜真夜中のツギクルモノ探し〜（テレビ東京）
- 9日（8日深夜） - 着信御礼!ケータイ大喜利（NHK総合）[91][92]

#### 6月終了（バラエティ）
- 29日 - 男のザップ（BSスカパー!）
- 30日（29日深夜）- HKT48のおでかけ!（TBS）

#### 8 - 9月終了（バラエティ）
- 8月21日 - 世界ルーツ探検隊（テレビ朝日）

9月
- 4日 - 好きか嫌いか言う時間（TBS）
- 5日 - ウソのような本当の瞬間!30秒後に絶対見られるTV（テレビ東京）
- 10日 - 人生で大事なことは○○から学んだ（朝日放送）
- 16日 - こんなところにあるあるが。土曜♥あるある晩餐会（テレビ朝日）
- 17日 - フルタチさん（フジテレビ）[23]
- 18日 - 真夜中（17日深夜、フジテレビ）
- 19日 - 世界の日本人妻は見た!（毎日放送）
- 24日
  - 久保みねヒャダこじらせナイト（23日深夜、フジテレビ）
  - しくじり先生 俺みたいになるな!!（テレビ朝日）[93]
- 25日
  - 橋下×羽鳥の番組（テレビ朝日）[94]
  - 結婚したら人生劇変!○○の妻たち（TBS）
- 26日 - チェンジ3（25日深夜、テレビ朝日）
- 27日 - キスマイレージ（26日深夜、テレビ朝日）※改題・リニューアルに伴う
- 28日
  - 学生才能発掘バラエティ 学生HEROES!（27日深夜、テレビ朝日）全シリーズ終了
  - アップデート大学（27日深夜、テレビ朝日）[94]※改題・リニューアルに伴う
  - もろもろのハナシ（27日深夜、フジテレビ）
  - スター☆ベガス（27日深夜、BSフジ）
  - 橋本マナミのヨルサンポII（BSフジ）
- 29日
  - 発注歓迎!リベンジャーズ（28日深夜、テレビ朝日）
  - ＃ハイ ポール（28日深夜、フジテレビ）
  - その原因、Xにあり!（フジテレビ）
- 30日
  - ジャルやるっ!（29日深夜、関西テレビ）
  - かたらふ〜ぼくたちのスタア〜（フジテレビ）レギュラー放送終了

#### 11 - 12月終了（バラエティ）
- 11月21日（20日深夜） - 恋神アプリ（フジテレビ）※不祥事による打ち切り
- 12月25日 - ちょっとザワつくイメージ調査 もしかしてズレてる?（関西テレビ）[95][96]。

### 開始番組（バラエティ）

#### 1月開始（バラエティ）
- 5日 - ぱりぴTV（4日深夜、テレビ朝日）[97]
- 7日 - 人生最高レストラン（TBS）[98]
- 15日
  - 発注歓迎!リベンジャーズ（14日深夜、テレビ朝日）
  - 人生で大事なことは○○から学んだ（朝日放送）[99]レギュラー昇格
  - 緊急SOS!池の水ぜんぶ抜く大作戦（テレビ東京）シリーズ開始
- 16日 - 結婚したら人生劇変!○○の妻たち（TBS）レギュラー昇格
- 20日 - よくばりアリス（広島テレビ）
- 23日 - ちょっとザワつくイメージ調査 もしかしてズレてる?（関西テレビ）改題のうえ、レギュラー昇格

#### 4月開始（バラエティ）
- 2日
  - 母ちゃんに逢いたい!（テレビ東京）レギュラー化[35]
  - 今から、西野アナ行きますんで〜孤独な美女を歌で励まします〜（テレビ東京）
  - B2takes!TV 〜チカメンですけどなにか?〜（TOKYO MX2）[100]
- 3日
  - 下町ロケバラエティ番組 浅草ベビ9（2日深夜、テレビ東京）
  - わらたまドッカ〜ン（NHK Eテレ）レギュラー化
- 4日
  - バクモン学園〜鬼教師・太田と委員長・田中と芸人30人の物語〜（3日深夜、テレビ朝日）レギュラー化
  - キタイチ（3日深夜、テレビ朝日）※月極枠、第1弾は『世界カンペ旅』
  - ウチのガヤがすみません!（日本テレビ）レギュラー化[101]
- 5日
  - 絶対!カズレーザー（4日深夜、テレビ朝日）
  - キテるにハマる!課外授業 バナナスクール2（4日深夜、東海テレビ）改題・リニューアル[102]
  - マツコ&有吉 かりそめ天国（テレビ朝日）改題・リニューアル
- 6日
  - 青春! Live Channel（5日深夜、テレビ東京）[103]
  - ブラ迷相談部 その悩み!小杉と吉田まで（5日深夜、東海テレビ）[102]
  - スター☆ベガス（5日深夜、BSフジ）
  - 人名探究バラエティー 日本人のおなまえっ!（NHK総合）レギュラー化[104]
- 7日
  - 内村てらす Season2（6日深夜、日本テレビ）新シリーズ開始
  - 勇者ああああ 〜ゲーム知識ゼロでもなんとなく見られるゲーム番組〜（6日深夜、テレビ東京）[105]
- 9日
  - 所さんお届けモノです!（毎日放送）レギュラー昇格
  - 二軒目どうする?〜ツマミのハナシ〜（8日深夜、テレビ東京）[106]
  - 深夜に発見!新shock感 〜一度おためしください〜（テレビ東京、8日深夜）リニューアルに伴い改題
  - にちようチャップリン（テレビ東京）改題、プライム昇格[35]
- 10日 - しんや一族（9日深夜、テレビ北海道）
- 11日 - 陸海空 こんな時間に地球征服するなんて（テレビ朝日）改題、レギュラー化
- 12日 - 志村の夜（11日深夜、フジテレビ）
- 13日 - もろもろのハナシ（12日深夜、フジテレビ）レギュラー昇格[89][42]
- 14日 - ネタパレ（フジテレビ）[89][42]
- 15日
  - 出川哲朗の充電させてもらえませんか?（テレビ東京）改題のうえ、レギュラー昇格[35]
  - おしゃべりオジサンと怒れる女（テレビ東京）[35][107]
  - 雨上がりのナニモン!?（関西テレビ）
- 17日 - 真夜中（16日深夜、フジテレビ）[42]
- 18日 - ジンギス談!（北海道放送）[108]
- 19日 - 良かれと思って!（フジテレビ）レギュラー化[89][42][109]
- 20日 - 谷原章介の25時ごはん（19日深夜、TBS）
- 22日 - 黒鯱（21日深夜、メ〜テレ）
- 25日 - SKE48 むすびのイチバン!（24日深夜、東海テレビ）[102]
- 26日 - 福おかぁさん（RKB毎日放送）

#### 5月開始（バラエティ）
- 1日
  - 超月曜CBC（CBCテレビ）※月極枠
- 2日 - オー!!マイ神様!!（1日深夜、TBS）
- 5日 - 発見!タカトシランド（北海道文化放送）[110]

#### 7月開始（バラエティ）
- 2日〜7日 - 歴史漫才ヒストリーズ・ジャパン（東・名・阪ネット6[注 8]）[111]
- 4日
  - 関西発!才能発掘TV マンモスター（3日深夜、毎日放送）[112]
  - 決戦は金曜日!（フジテレビ）[113]
- 6日 - カミナリのチャリ旅!（とちぎテレビ）[114]
- 7日（6日深夜） - 東京アイドル戦線（テレビ東京）[115]
- 18日（17日深夜） - 超特急のハガメン!mini（TBS）※『カイモノラボ』内にて放送[116]

#### 8 - 9月開始（バラエティ）
- 8月13日（12日深夜） - ラストアイドル（テレビ朝日）[117]
- 9月2日（1日深夜） - オザワナイト（TBS）[118][119]

#### 10月開始（バラエティ）
- 1日 - 田丸麻紀のコーヒー、淹れたよ。（ファミリー劇場）[120][121]
- 2日
  - 激レアさんを連れてきた。（テレビ朝日）[94][122]
  - 笑レース（フジテレビ）[123]
- 3日 - ソノサキ〜知りたい見たいを大追跡!〜（テレビ朝日）[94][122]
- 4日
  - 10万円でできるかな（3日深夜、テレビ朝日）[26]
- 5日
  - イッテンモノ（4日深夜、テレビ朝日）[26]
  - 水曜夜のエンターテイメントバトル エンタX（4日深夜、テレビ東京）[124]
  - 橋本マナミのヨルサンポIII（BSフジ）新シリーズ開始[26]
- 6日
  - GENERATIONS高校TV（5日深夜、テレビ朝日）[26]
  - ピーター&ミッツの煮るなり焼くなり（BSジャパン）[26]
- 8日
  - せとチャレ!STU48（7日深夜、広島ホームテレビ）
  - AKB48チーム8のKANTO白書 バッチこーい!（千葉テレビ放送）[125]
  - ドリフ大爆笑（BSフジ）[注 9]
- 10日 - 有田哲平の夢なら醒めないで（TBS）[126]
- 12日 - 花田伸二のヨンキュープラス 深夜2時にちょうどいい（11日深夜、テレビ西日本）
- 14日 - ちょっと福岡行ってきました!（TVQ九州放送）[127]
- 15日 - 俺の持論（14日深夜、テレビ朝日）
- 16日
  - 白昼夢（15日深夜、フジテレビ）[128]
  - なかい君の学スイッチ（TBS）[129]
- 17日 - 恋神アプリ（16日深夜、フジテレビ）
- 19日 - 世界くらべてみたら（TBS）[130]
- 20日 - 放談ナイト〜Hold on night〜（19日深夜、フジテレビ）[131]
- 22日
  - ジャニーズJr.dex（21日深夜、フジテレビ）※月1回放送[132]
  - テンション上がる会?〜地球のことで熱くなれ!〜（テレビ朝日）
  - ロボット旅日本一周〜タカラモノクダサイ〜（テレビ朝日）レギュラー昇格
- 24日 - ヒャッキン!〜世界で100円グッズを使ってみると?〜（テレビ東京）レギュラー昇格
- 27日 - スマートフォンデュ（26日深夜、テレビ朝日）※月1回最終金曜（木曜深夜）[133]
- 30日
  - 吉本超合金A（29日深夜、テレビ大阪）
  - ペコジャニ∞!（TBS）[134]レギュラー昇格
  - AI-TV（フジテレビ）[22][23][135]

#### 11月開始（バラエティ）
- 1日 - STU48のがんばりまSU!（10月31日深夜、テレビ新広島）
- 3日 - モノシリーのとっておき〜すんごい人がやってくる!〜（フジテレビ）[22][23]
- 7日 - 超特急のハガメン!mini7（6日深夜、TBS）[注 10][136][137]

#### 12月開始（バラエティ）
- 5日 - ゴマンゾク（フジテレビ）

### 期間限定番組（バラエティ）
- 1月5日 - 6月26日、ソリディーモの冠番組（とちぎテレビ）
- 1月7日 - 3月25日 - HKT48の離島へGO!（フジテレビ）
- 1月9日（8日深夜） - 3月27日（26日深夜）
  - MAG!C☆PRINCEのマジ☆弟子（テレビ東京）[138]
  - すきタマ TV（テレビ北海道）『よるたまネオ』より改題
- 1月28日[139] - 3月28日、投稿!DO画くん（NHK総合）[140]
- 1月28日（27日深夜） - 4月1日（3月31日深夜）、AKB チーム8のブンブン!エイト大放送（日本テレビ）[141][142]
- 3月2日 - 4月27日、トレ高OK!（北海道文化放送）[143]
- 4月4日（3日深夜） - 9月26日（25日深夜）、新しい波24（フジテレビ）[89][144][42]
- 4月15日 - 9月16日、こんなところにあるあるが。土曜♥あるある晩餐会（テレビ朝日）改題、プライム昇格[145]
- 4月18日（17日深夜）- 9月19日、友だち+プラス（TBS）[146]
- 5月1日 - 8月21日、世界ルーツ探検隊（テレビ朝日）
- 5月6日（5日深夜） - 9月16日（15日深夜）、この指と〜まれ!（フジテレビ）
- 5月23日 - 7月18日（全9回）、STU48のSU!（テレビ新広島）
- 6月6日（5日深夜） - 7月1日（6月30日深夜）、夜のアナウンサー研修（フジテレビ）[147]
- 7月1日 - 8月26日、KING ステーション（テレビ朝日）
- 7月9日（8日深夜） - 9月24日（23日深夜）、ただいま、ゲーム実況中!!（テレビ朝日）※地上波レギュラー化（元々はテレ朝チャンネルで放送）
- 7月11日（10日深夜） - 9月12日（11日深夜）、液体グルメバラエティー たれ（テレビ東京）
- 10月17日（16日深夜） - 12月19日（20日深夜）、要博士の異常な映画愛〜勝手にセリフ変えてみました〜（テレビ東京）[148][149]
- 10月21日（20日深夜） - 12月23日（22日深夜） - NEWアベレージピープル（日本テレビ）レギュラー化
- 12月6日 - 27日（全4回）、絆体感TV 機動戦士ガンダム 第07板倉小隊（テレビ東京）第7期

### 再開番組（バラエティ）
- 1月10日（9日深夜） - 3月28日（27日深夜）
  - KEYABINGO!2（日本テレビ）
  - EXD44（テレビ朝日）第2期
- 1月15日（14日深夜） - 3月25日、恋んトス シーズン5（TBS）[150]
- 4月3日 - 7月24日、超入門!落語 THE MOVIE E（NHK Eテレ）放送波移籍・改題[注 11]
- 4月6日 - 9月21日、発掘!お宝ガレリア（NHK総合）第2シリーズ
- 4月11日（10日深夜）- 6月20日（19日深夜）
  - NOGIBINGO!8（日本テレビ）[151]
  - NEO決戦バラエティ キングちゃん（テレビ東京）第2シリーズ
- 5月3日 - 、目指せ!!アウトレット芸人4（千葉テレビ放送）[152]
- 7月1日（6月30日深夜）- 、アイキャラ3（日本テレビ）※月1回、不定期
- 7月4日（3日深夜） - 9月30日（29日深夜）、クジパン（フジテレビ）[153][154]
- 7月10日（7月9日深夜） - 、EXD44（テレビ朝日）第3期
- 7月14日（13日深夜） - 9月29日（28日深夜）、恋んトス シーズン6（TBS）
- 7月18日（17日深夜） - 9月26日（25日深夜）、KEYABINGO!3（日本テレビ）
- 9月6日 - 9月27日、超新塾のロックンロール劇場inサッポロ（北海道テレビ）[155]全4回
- 10月2日（1日深夜） - 、MAG!C☆PRINCEのマジ☆弟子2（テレビ東京）
- 10月4日 - 2018年3月、ねほりんぱほりん（NHK Eテレ）第2シリーズ
- 10月5日 - 2018年3月8日、超入門!落語 THE MOVIE（NHK総合）第2シリーズ
- 10月17日（16日深夜） - 12月26日（25日深夜）予定 - NOGIBINGO!9（日本テレビ）[156]

### リニューアル（バラエティ）
放送枠移動・タイトル変更
- 10月
  - 陸海空 こんな時間に地球征服するなんて → 陸海空 地球征服するなんて（テレビ朝日）NV火曜→土曜22時台
  - なら≒デキ〜○○なら××デキるはず〜 → 天才キッズ全員集合〜君ならデキる!!〜（テレビ朝日）NV2木曜（金曜未明）→月曜19時台（ゴールデン昇格）
  - キスマイBUSAIKU!? → キスマイ超（）BUSAIKU!?（フジテレビ）月曜23時台→金曜（木曜深夜）
  - 平岸我楽多団 → 夜のお楽しみ寝落ちちゃん（北海道テレビ）木曜（水曜深夜）→火曜（月曜深夜）

タイトル変更（枠移動なし）
- 4月
  - あのニュースで得する人損する人 → 得する人損する人（日本テレビ）
  - ダウンタウンのガキの使いやあらへんで!! → ダウンタウンのガキの使いやあらへんで!（日本テレビ）
- 9月
  - 中居正広のミになる図書館 → 中居正広の身になる図書館（テレビ朝日）
- 10月
  - 帰れまサンデー → 帰れまサンデー・見っけ隊（テレビ朝日）[157]
  - バクモン学園 → バクモン学園!! 住んでみた。（テレビ朝日）
  - 絶対!カズレーザー → 張り紙パイレーツ!（テレビ朝日）

## クイズ番組

### 終了番組（クイズ）
- 1月22日 - クイズ☆スター名鑑（TBS）
- 3月21日 - 優しい人なら解ける クイズやさしいね（フジテレビ）
- 9月16日 - 最上級のひらめきニンゲンを目指せ!クイズ!金の正解!銀の正解!（フジテレビ）

### 開始番組（クイズ）
- 4月22日 - 最上級のひらめきニンゲンを目指せ!クイズ!金の正解!銀の正解!（フジテレビ）レギュラー化[89][42][158]
- 4月25日 - 潜在能力テスト（フジテレビ）[89]
- 4月30日 - 東大王（TBS）[159][160]

### タイトル変更（クイズ）
- 10月 - 究極の○×クイズSHOW!!超問!真実か?ウソか? → 超問クイズ!真実か?ウソか?（日本テレビ）

## 音楽番組

### 終了番組（音楽）

#### 2 - 3月終了（音楽）
- 2月23日 - ミュージック・ポートレイト（NHK Eテレ）2016年度終了

3月
- 25日  
  - 〜歌のワイドショー〜音楽の森（テレビ東京）
  - リスアニ!TV（TOKYO MX）
- 29日 - Good Time Music（28日深夜、TBS）
- 30日 - MUTOMA（29日深夜、テレビ神奈川）
- 31日
  - POP PARADE（30日深夜、tvk）
  - saku saku（tvk）[161][162]
  - 芸能人対抗!家族のキズナ歌合戦（BS日テレ）
  - イクゼ、バンド天国!!（BS-TBS）
  - 夢のスター歌謡祭（BSフジ）
  - あなたの歌謡リクエスト（BSフジ）
- 4月1日（3月31日深夜） - 超流派（テレビ東京）

#### 9月終了（音楽）
- 24日 - ROCK LEGENDS（BS日テレ）
- 26日（25日深夜） - Momm!!（TBS）

#### 12月終了（音楽）
- 4日 - 日本有線大賞（TBS）[163][164]
- 24日 - チカラウタ（日本テレビ）

### 開始番組（音楽）

#### 1月開始（音楽）
- 6日 - 音語（テレビ北海道、5日深夜）[165]
- 9日 - ロバートの秋山竜次音楽事務所（テレビ埼玉）[166]

#### 4月開始（音楽）
- 1日
  - LisAni!NAVI（TOKYO MX）
  - 吉田山田のドレミファイル（テレビ神奈川）[167]
- 2日 - 校歌を訪ねて（BS-TBS）[168]
- 3日
  - 月〜金お昼のソングショー ひるソン!（テレビ東京）[169][170]
  - 関内デビル（テレビ神奈川）
- 4日 - ミュートマ2（3日深夜、テレビ神奈川）改題、帯番組化
- 5日 - 演歌女子。（歌謡ポップスチャンネル）[171]
- 6日
  - アニ☆ステ（TOKYO MX）
  - あなたが出会った 昭和の名曲（BS11）[172]
- 8日 - 子供たちに残したい 美しい日本のうた（BS朝日）[173]

#### 6月開始（音楽）
- 3日
  - 次世代ロック研究所（テレビ神奈川）[174]
  - 歌謡ファンクラブ（BS-TBS）不定期レギュラー

#### 10月開始（音楽）
- 7日（6日深夜）- ザ・カセットテープ・ミュージック（TwellV）[175]
- 8日
  - 今夜、誕生!音楽チャンプ（テレビ朝日）[93]
  - 蘇れ!青春ポップス（BS朝日）[176]
- 14日（13日深夜） - Tune（フジテレビ）[177]

### 再開番組（音楽）
- 1月7日 - バナナ♪ゼロミュージック（NHK総合）レギュラー放送再開
- 4月8日（7日深夜） - 流派-R since2001（テレビ東京）改題、新シリーズ[178]

### タイトル変更（音楽）
- 10月7日 -  バズリズム → バズリズム02（日本テレビ）改題、新シリーズ

## 映画番組
終了番組
- 2月12日 - 日曜エンタ・日曜洋画劇場（テレビ朝日）
  - 2013年度から『日曜エンタ』の一企画扱いに降格していた。『日曜エンタ』自体は3月19日まで放送された。

## 単発特別番組枠

### 終了番組（単発枠）
- 3月19日 - 日曜エンターテインメント[注 12]（テレビ朝日）
- 3月22日 - 水曜エンタ[注 13]（テレビ東京）
- 4月8日 - 土曜プライム[注 14]（テレビ朝日）
- 10月15日 - サンデープレゼント（テレビ朝日）レギュラー放送としては終了、不定期放送へ

### 開始番組（単発枠）
- 4月5日 - 水曜インパクト（NHK BSプレミアム）
- 4月16日 - スーパープレミアム（NHK BSプレミアム）
- 10月1日 - ニチファミ!（フジテレビ）[22]

## 再放送枠・その他
終了番組
- 9月29日 - プレミアムワイド（朝日放送）

開始番組
- 4月5日 - FODワク（BSフジ）[179]
- 4月9日
  - あの日 あのとき あの番組（NHK総合）※『NHKアーカイブス』を改題・リニューアル。
  - 日曜ワイド（テレビ朝日）
- 5月6日 - BSフジ名作紀行（BSフジ）
- 10月3日 - ブレイクマンデー24（2日深夜、フジテレビ）[22][180]
- 10月5日 - 第2企画工場（4日深夜、テレビ朝日）[26]